# Берестя (музей)
Археологічний музей «Берестя» (біл. Археалагічны музей «Бярэсце») — археологічний музей розташований у місті Берестя.
Музей Берестя є філією Брестського обласного краєзнавчого музею та одним із найпопулярніших музейних предметів Берестя.

## Історія створення музею

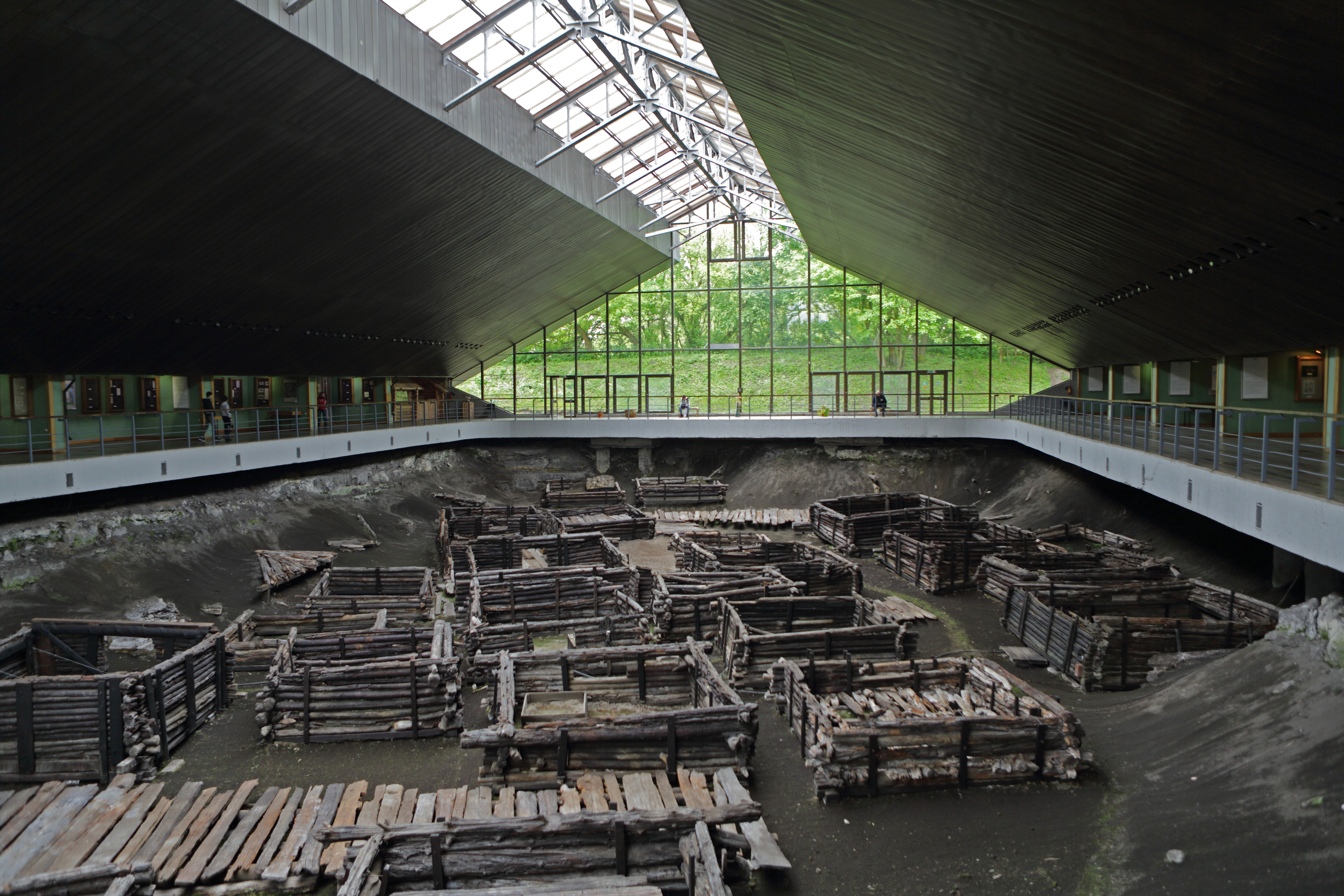
Інтер'єр музею

З 1969 по 1981 роки та в 1988 році під керівництвом доктора історичних наук, професора П. Ф. Лисенка були проведені розкопки, під час яких виявлено понад 220 дерев’яних будівель ХІ-ХІІІ ст., три мости, міські огорожі, багато предметів побуту того часу. На території «Бреста» на глибині 4 м археологи розкопали частину ремісничого кварталу: дві вуличні бруківки,  частокіл,  залишки будівель різного призначення, розташованих на площі 1118 м.  У багатьох спорудах Берестя збереглися зруби з трьох до дев'яти, а у деяких навіть по дванадцять вінків, що є рідкістю в слов'янській археології .
18 січня 1972 року Рада Міністрів Білоруської РСР ухвалила рішення про створення Брестського музею і будування спеціального павільйону. Його проект розробили архітектори В. Крамаренко, В. Щербін, М. Виноградов. Павільйон розміром 40х60 м побудований з бетону, скла, анодованого алюмінію і являє собою двосхилу стелю зі світловими ліхтарями в центрі. Його обриси нагадують старовинні житла і водночас шари землі, що відкривають стародавнє місто.
Музей відкрито 2 березня 1982 року.

## Експозиція

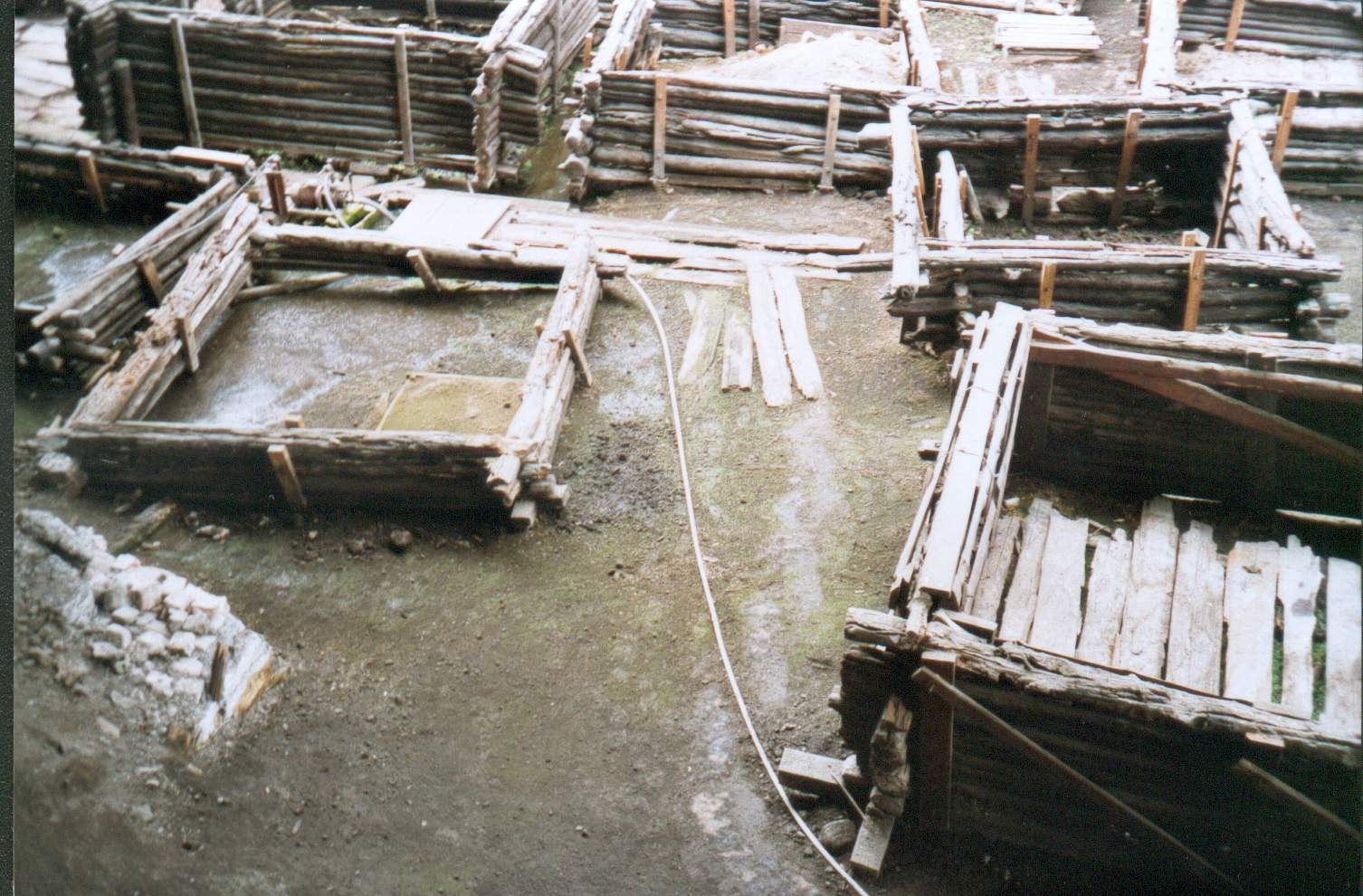
Залишки будівель XIII ст. в музеї

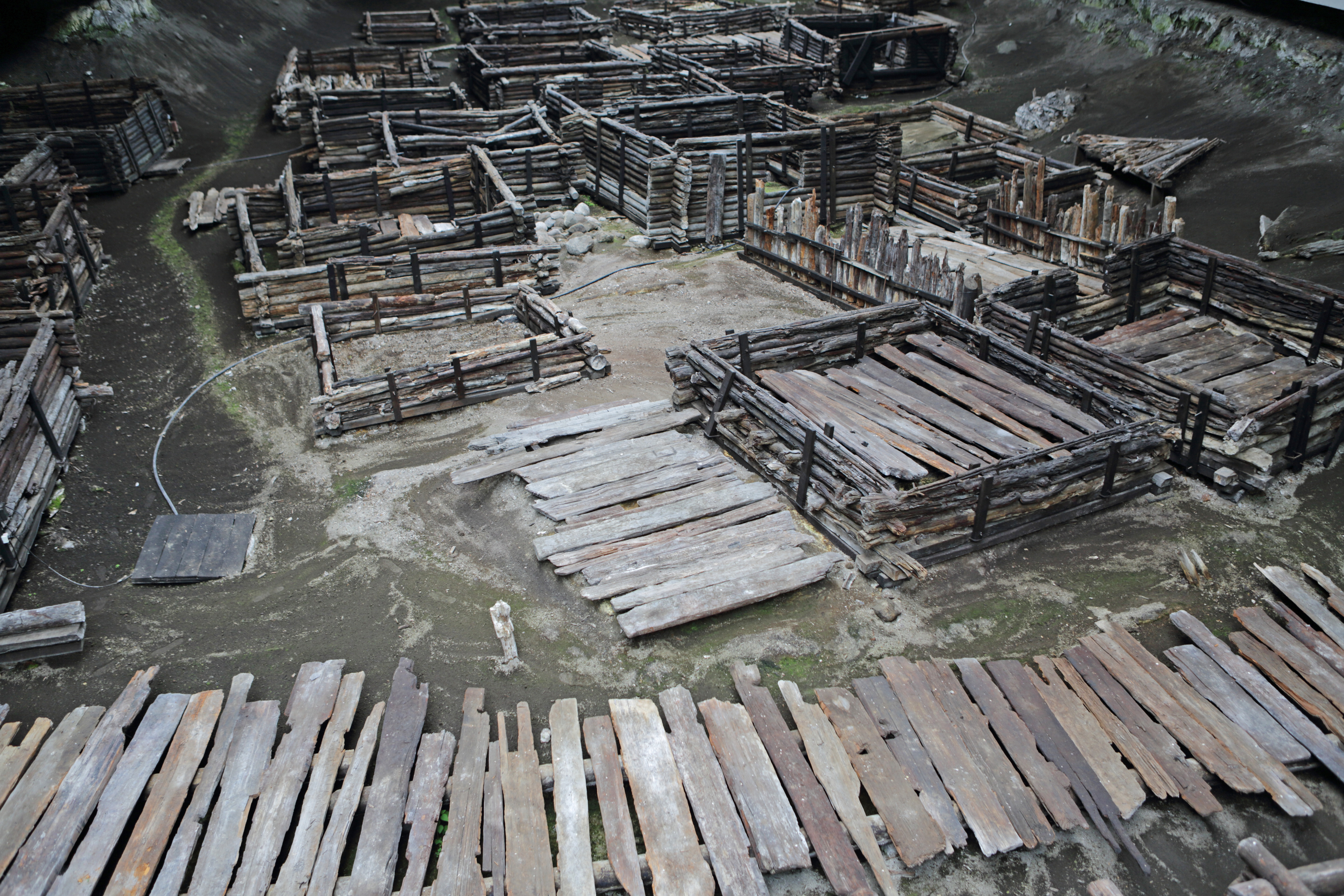
Залишки будівель XIII ст

Музей розташований в місці з'єднання річки Західний Буг з її лівою притокою річкою Мухавець, на території Волинського укріплення Брестської фортеці. Експозиція музею присвячена виникненню, політичному, економічному та культурному розвитку Бреста в XI-XIV століттях. Вона має 14 виставкових залів, загальна площа павільйону 2400 м2, та   фонди, які налічують понад 45 тис. експонатів. 
У центрі музею розташовані залишки стародавнього Берестейського городища, спорудження ремісничого району XIII ст. В експозиції представлено 28 житлових дерев'яних будинків — одноповерхових зрубів із сосен,  господарські будівлі, залишки глинобитних печей. Дерев'яні споруди і деталі мостів були збережені вченими Білоруського технологічного інституту шляхом поверхневого і глибокого насичення водним розчином фенольних спиртів з наступною термічною обробкою. Це був перший успішний експеримент в історії консервації великої археологічної пам’ятки дерев’яної архітектури в польових умовах. Під час археологічної консервації деревина не змінює свої форми, розміри і природний колір  .
Навколо відкритого стародавнього поста розміщена експозиція, присвячена побуту слов'ян, які населяли ці місця в давнину. Серед експонатів рідкісні знахідки — самшитовий герб з різьбленими кириличними літерами, кістяний шпатель, металеве перо та інші. Унікальними знахідками є шахова фігурка короля, якої надано статус історико-культурної цінності категорії «1».